# Artur Mariano
Artur Mariano (Rio de Janeiro, 27 de março de 1974) é um ex-lutador de MMA e atualmente presidente da Confederação Brasileira de Muay Thai (CBMT), (Não confundir com CBMTT) além de comentarista dos Canais Comabte e SporTV. Especialista em muay thai, tem entre seus feitos o fato de ser o único lutador brasileiro invicto nesta arte, tendo em sua vitoriosa carreira uma série de conquistas, como o pentacampeonato carioca (conseguindo o nocaute em todas as ocasiões), o tricampeonato brasileiro e o campeonato europeu. O ápice de sua trajetória, no entanto, se deu em 1997, quando foi campeão mundial do International Vale Tudo Championship II (IVC 2), derrotando, na mesma noite, três duríssimos adversários, incluindo seu compatriota Wanderlei Silva, na final

## Biografia
A trajetória de Artur Mariano nas artes marciais começou em 1980, no judô. Em 1985, ingressou na Boxe Thai, onde foi discípulo do saudoso grão-mestre Luiz Alves. Desde então, nunca parou de aperfeiçoar sua técnica de muay thai, tendo angariado diversos títulos nacionais e internacionais e se tornado o único lutador brasileiro invicto nesta modalidade. Além de judô e muay thai, Artur treinou outras modalidades, como o jiu-jitsu, no qual é faixa preta reconhecido pela Confederação Brasileira de Jiu-Jitsu (CBJJ) e pela International Brazilian Jiu-Jitsu Federation (IBJJF), e boxe, no qual, devido a seu alto nível técnico, tornou-se treinador olímpico, diplomado pela Confederação Brasileira de Boxe (CBB).
Por conta de problemas relacionados à trombose, encerrou sua carreira de lutador prematuramente. Hoje, é representante oficial nas Américas da da World Muay Thai Federation (WMF) e técnico da seleção brasileira da modalidade nos mundiais da Tailândia. Além disso, assumiu em 2010 a Presidência da Confederação Brasileira de Muay Thai (CBMT). Sua larga experiência como atleta e árbitro de MMA lhe rendeu o convite para ser comentarista dos canais Combate e SporTV, da Globosat, função que exerce regularmente.

### Primeiros contatos com as artes marciais
Oriundo de família humilde, Artur Mariano teve seu primeiro contato com as artes marciais com apenas seis anos, quando sua mãe, Maria Elena Rocha, o matriculou em aulas de judô. Sua trajetória no muay thai começa em meados da década de 1980, por influência de um amigo cujo avô introduziu o tai chi chuan no Brasil e já conhecia o muay thai. Artur teve como grande mentor nessa arte o saudoso grão-mestre Luiz Alves, da Boxe Thai, com quem a relação transcendeu os limites dos ringues e tornou-se praticamente paternal. Com ele, Artur publicou dois livros: um sobre muay thai e outro sobre MMA em 2007 e 2008, respectivamente.

### Desenvolvimento no muay thai
Entre 1986 e 1992, Artur participou de muitos exames de graduação e competições, tendo saído vencedor em todas. Em 1992, formou-se grau preta, tornando-se professor na academia Bukodan, no Rio Comprido, zona norte carioca. No mesmo ano, foi morar em Cabo Frio e fez a introdução do esporte nesta cidade.
Em 1997, decidiu viajar em busca de mais conhecimento. Para alcançar seu objetivo, percorreu os países considerados as maiores potências da modalidade: ficou durante dois anos treinando na Holanda e, alguns anos depois, na Tailândia, país de origem do esporte. Neste último, se estabeleceu na Pramuk Gym, academia de Buakaw Por. Pramuk, bicampeão do K-1 e uma das maiores lendas das artes marciais a nível mundial. Recebeu a graduação de mestre em 2006.
Como treinador da Seleção Brasileira de muay thai nos mundiais de 2010, 2011, 2012 e 2013, Artur Mariano conquistou quatro títulos mundiais, 12 vice-campeonatos e 13 medalhas de bronze.

### Outras lutas
Além de mestre no muay thai, Artur Mariano é faixa preta de jiu-jitsu e professor de boxe e MMA. No jiu-jitsu, conseguiu a faixa preta pelas mãos do Grão-Mestre Osvaldo Alves, sendo reconhecido pela Confederação Brasileira de Jiu-Jitsu (CBJJ) e pela International Brazilian Jiu-Jitsu (IBJJ) como tal. Tornou-se adepto da mais vitoriosa escola de boxe do mundo: a cubana. Teve como treinadores Pedro Roque Oteño, inventor da metodologia que fez de Cuba a maior potência mundial nesse esporte, e Otílio Toledo e Paco Garcia, nas partes teórica e prática, respectivamente. O alto nível técnico adquirido nesta luta alçou Artur à condição de treinador de boxe olímpico, diplomado pela Confederação Brasileira de Boxe (CBB).

### Funções estratégicas
Como um dos principais expoentes da modalidade no país, decidiu assumir a responsabilidade de ajudar na promoção do muay thai também no âmbito político. Desde 2000, exerceu variadas funções, começando como dirigente da Federação do Rio de Janeiro, passando por secretário-geral e vice-presidente da Confederação Brasileira de Muay Thai (CBMT), até, em 2010, assumir a Presidência desta instituição, após o falecimento de seu mentor, grão-mestre Luiz Alves, em um dos episódios mais tristes de sua vida.
Atualmente, Artur Mariano também é o representante oficial nas Américas da World Muay Thai Federation (WMF) e do Muay Thai Conservation Center.
Em março de 2007, foi condecorado pela Câmara Municipal do Rio de Janeiro com a Medalha de Mérito Esportivo Pan-americano, maior comenda esportiva da cidade, entregue pelo vereador Roberto Monteiro.

### International Vale Tudo Championship
O ápice de sua carreira como atleta se deu em 1997, quando foi convidado pelo então mestre Luiz Alves para disputar a segunda edição do International Vale Tudo Championship (IVC), evento promovido por Sérgio Batarelli e conhecido, na época, como o mais violento do mundo. Após vencer os estadunidenses Patrick Assalone e Mark Hall, por nocaute, e protagonizar uma das lutas mais sangrentas da história contra seu compatriota Wanderlei Silva, interrompida por decisão médica aos 21 minutos, sagrou-se campeão mundial.

### Champions Factory
Após encerrar oficialmente sua carreira de atleta em 2001, decidiu transmitir seu conhecimento técnico e sua experiência às novas gerações de lutadores, fundando, assim, a Champions Factory, reconhecidamente uma das maiores academias de muay thai do Brasil. Além de ostentar a condição de maior vencedora de títulos nacionais por equipe, a Champions Factory formou lutadores campeões mundiais.

### Projeto social
Com o intuito de ajudar pessoas em condições socioeconômicas adversas, criou o Instituto Artur Mariano, que, em parceria com o projeto Parque Vivo, ajuda a tirar crianças e jovens da criminalidade e incluí-los socialmente através do esporte.
O Instituto fundou uma unidade da Champions Factory na favela Parque da Cidade, no Rio de Janeiro. Nela, jovens das comunidades podem treinar sem custo algum. Além do ensinamento das artes marciais, uma das principais preocupações do mestre é transmitir a esses jovens, por meio de seu exemplo e de lições de vida, um modelo de conduta saudável. Para ilustrar a seriedade do referido projeto, basta lembrar que diversos atletas oriundos dele têm se destacado nacional e internacionalmente, como o jovem Victor Santos, segundo colocado no Campeonato Mundial de 2012 e campeão mundial no ano seguinte ambos disputados em Bangkok, na Tailândia, cidade natal do muay thai. Uma coroação e tanto para o Projeto, do qual seu idealizador não esconde o orgulho.

### Comentarista
Em 2005, recebeu o convite para ser comentarista dos canais Combate e SporTV, do antigo sistema Globosat (hoje Canais Globo). Iniciou comentando os eventos do K-1, posteriormente, passou a atuar nos principais eventos de MMA nacionais e internacionais. Ao longo da carreira como comentarista, já atuou em aproximadamente 200 transmissões ao vivo de eventos de MMA, sendo mais de 100 destas ocasiões em eventos nacionais. Atuou ainda na transmissão ao vivo de mais de 60 edições  do Ultimate Fighting Championship (UFC), maior evento de MMA do mundo, e em três do K-1.

## Vida pessoal
Artur é casado com Michelle Mariano e é pai de três filhos: Zoe, Reiki e Rhian.

## Títulos como atleta
Muay thai
- Campeão Gala ZonneHus Amsterdam (Holland) 1999
- 3 vezes campeão Brasileiro (90,91,92)
- 6 vezes campeão carioca (89, 90, 91, 92, 93, 97)
- Copa Corpre 1989 (empate)
- Open Friburgo 1991  (empate)

OBS: Jamais foi derrotado em competições oficiais de muay thai.
MMA
- Campeão mundial do IVC II (International Vale Tudo Championship) – 1997
- Campeão do Fight Gala (Holland) - 1998
- Campeão Gala Holland - 1999
- Campeão Taiboksgala - 1999
- Campeão UFO Europe take-off gala - 1999

Free Fight
- Segundo colocado no ranking holandês de 1999
- Campeão Schermerhorn Free Fight - 1999

OBS: Teve duas derrotas no Free Fight: uma para Vidal Serradilha e outra para Sander Thonhause
Jiu-jitsu
- Campeão Brasileiro de equipes - 1997
- Campeão peso e absoluto linjj - 1997
- Participante do campeonato mundial - 1997

## Títulos como treinador
- 4 Campeões mundiais 2017(WMF)(Tailândia)
- 3 vice campeonatos mundiais 2017(WMF)(Tailândia)
  - 5 medalhas de Bronze campeonatos mundiais 2017 (WMF)(Tailândia)
  - Campeão Pan-americano Muay Thai 2017(PA.MC) (Colombia)
  - 2 Medalhas de Bronze Pan-americano de Muay Thai 2017 (PA.MC)(Colombia)
  - 4 campeões mundiais 2016(WMF)(Tailândia)
  - 4 vice campeonatos mundiais 2016(WMF)(Tailândia)
  - 5 medalhas de Bronze campeonatos mundiais 2016 (WMF)(Tailândia)
  - 6 campeões mundiais 2015 (WMF)(Tailândia)
  - 4 vice campeonatos mundiais 2015(WMF)(Tailândia)
  - 5 medalhas de Bronze campeonatos mundiais 2015(WMF)(Tailândia)
- 4 campeões mundiais Senior no Campeonato Mundial 2014
- 4 campões mundiais Pro-am no Campeonato Mundial 2014
- 2 medalhas de prata no Campeonato Mundial 2014
- 9 medalhas de bronze no Campeonato Mundial 2014
- Vice-campeonato por equipes na Copa Arnold Schwarzenegger 2014
- 19 campeões individuais na Copa Arnold Schwarzenegger 2014
- Vice-campeonato por equipes na Copa Grão-mestre Luiz Alves 2014
- 18 campeões individuais na Copa Grão-mestre Luiz Alves 2014
- Campeão mundial 2013 (Tailândia)
- Campeão mundial Pro-am 2013 (Tailândia)
- 3 vice-campeonatos mundiais 2013 (WMF) (Tailândia)
- 2 medalhas de bronze mundial 2013 (WMF) (Tailândia)
- Bicampeão por equipes da Copa Nacional Grão-mestre Luiz Alves (2011/2013)
- Tetracampeão por equipes da Copa dos Campeões de Muay Thai (2007/2008/2009/2013)
- 2 vice-campeonatos mundiais 2012 (WMF) (Tailândia)
- 2 medalhas de bronze mundial 2012 (WMF) (Tailândia)
- Bicampeão mundial de Muay Thai 2011 (WMF) (Tailândia)
- 3 vice-campeonatos mundiais 2011 (WMF) (Tailândia)
- Campeão por equipe da Copa Nacional Luiz Alves 2011
- Bicampeão Geral do Brasil por equipes de Muay Thai 2007/2010
- Bicampeão do Campeonato Brasileiro Aberto por equipe 2009 e 2010
- Tetracampeão da Copa do Brasil de Muay Thai por equipes 2007/2008/2010/2011
- 4 vice-campeonatos mundias 2010 (WMF) (Tailândia)
- Vice-campeão por equipe Copa Nacional Luiz Alves 2010
- Terceiro colocado geral no Brasil em 2009
- Terceiro colocado geral no Brasil de Muay Thai em 2009
- Campeão brasileiro aberto de Muay Thai por equipes 2009
- Tricampeão consecutivo da copa dos Campeões de Muay Thai 2007, 2008 e 2009
- Segundo colocado Geral do Brasil por equipes Muay Thai 2008
- Bicampeão por equipes da Copa do Brasil Muay Thai 2007/2008
- Bicampeão Vale Tudo amador 2007/2008
- Campeão por equipe geral do Brasil (CBMT) 2007
- Bicampeão por Equipes do Brasileiro Estreantes Muay Thai (CBMT) 2006 e 2007
- Bicampeão por equipe da Copa dos Campeões (CBMT) 2007/2008
- 2º lugar por equipe Copa do Brasil (CBMT) 2007
- 2º lugar por equipe Brasil GP (CBMT) 2007
- Campeão por equipe do Festival de Muay Thai (CBMT) 2006
- Tricampeão por Equipe- CF Open Muay Thai 2003, 2004 e 2005
- Campeão do Festival de Muay Thai por equipe 2006
- Campeão por Equipe Brasileiro Estreantes Muay Thai 2006
- Campeão Show Fight MMA 2006
- Campeão X games MMA 2005
- Campeão do Demolition 2- 2005
- Campeão do K-1 Brasil torneio peso pesado- 2004
- Campeão do K-1 Brasil Word Max categoria level- 2004
- Campeão do Vitória Extreme Fight torneio peso pesado- 2004
- Tricampeão CF Open Muay Thai por Equipe- 2004
- Campeão do Real Fight -2004
- Bicampeão do CF Open Muay Thai por equipe- 2004
- Campeão do Arena Extreme Combat ValeTudo - 2003
- Campeão do CF Open Muay Thai por equipe- 2003
- Campeão Jungle Fight BRA - 2003
- Campeão Knock por equipe MMA BRA - 2003
- Campeão Knock por equipe Muay Thai BRA- 2003
- Campeão Storm BRA - 2003
- Campeão Bitetti combat BRA - 2003
- Campeão Rússia vs mundo - 2003
- Campeão Pancrase Japão - 2003
- Vice-campeão K-1 Brasil torneio BRA - 2003
- Classificado para as quartas de finais do K-1 Las Vegas USA - 2003
- Campeão Brasileiro Muay Thai BRA - 2003
- Campeão Carioca Muay Thai BRA - 2003
- Campeão Pride Japan - 2002
- Campeão Shogun Honolulu Hawaii - 2001
- Campeão Kuwait - 2000
- Campeão Ultimate Fight Champioship (UFC) USA - 2000